# Applique murale

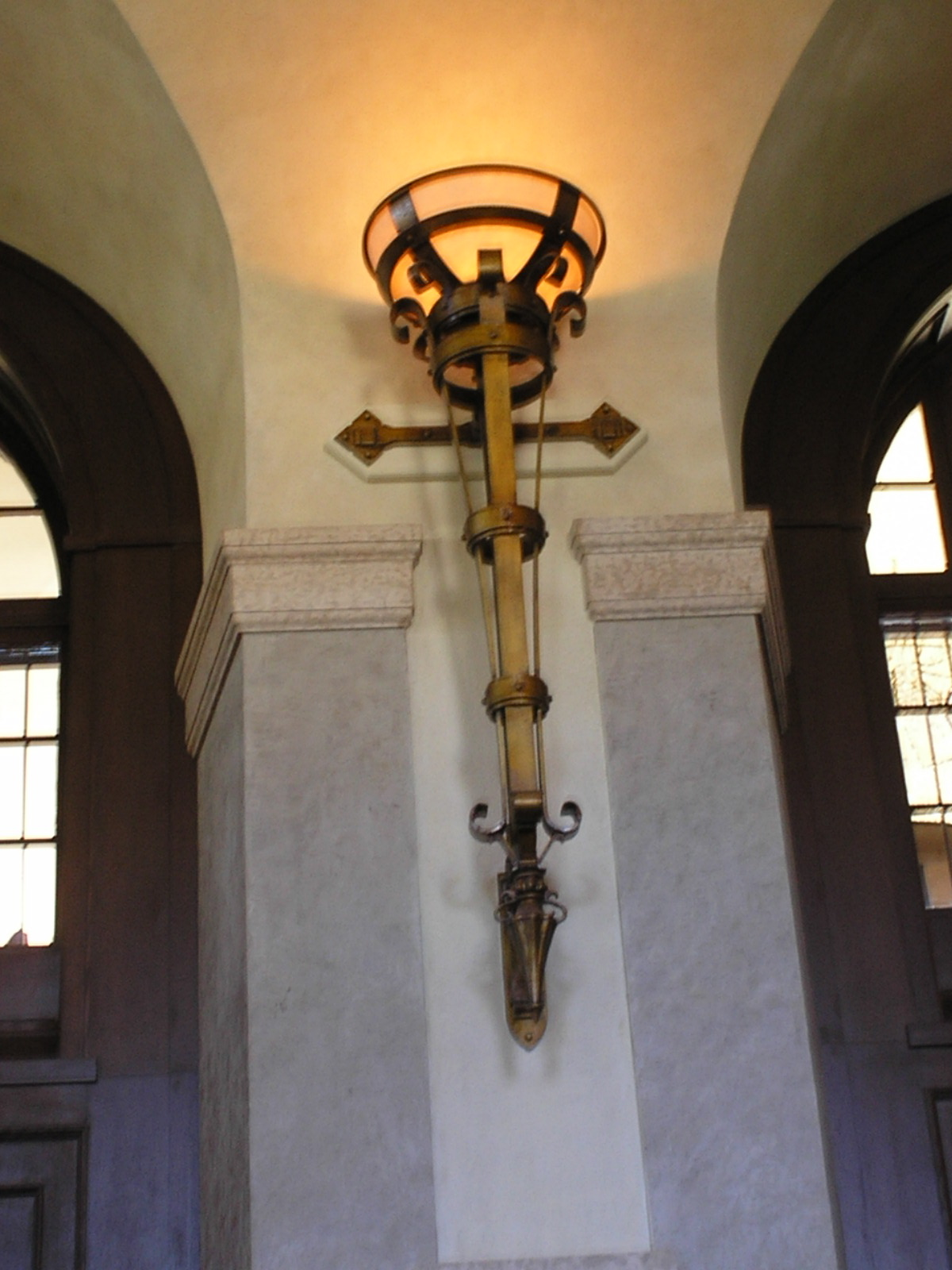
Applique électrique dans le couloir d'un hôtel de luxe

Une applique murale est un dispositif d'éclairage fixé sur un mur. Par opposition à un chandelier posé sur un meuble ou un candélabre généralement plus grand et reposant sur le sol. Elle peut être en intérieur ou en extérieur. L'éclairage est parfois indirect, car dirigé vers le haut.
Les appliques murales sont parfois utilisées dans des longs couloirs à la fois comme moyen d'éclairage et sujet d'intérêt. En général, elles sont positionnées en hauteur aux trois quarts de la hauteur du couloir. La distance entre les appliques est souvent la  même que celle entre les appliques et le sol.

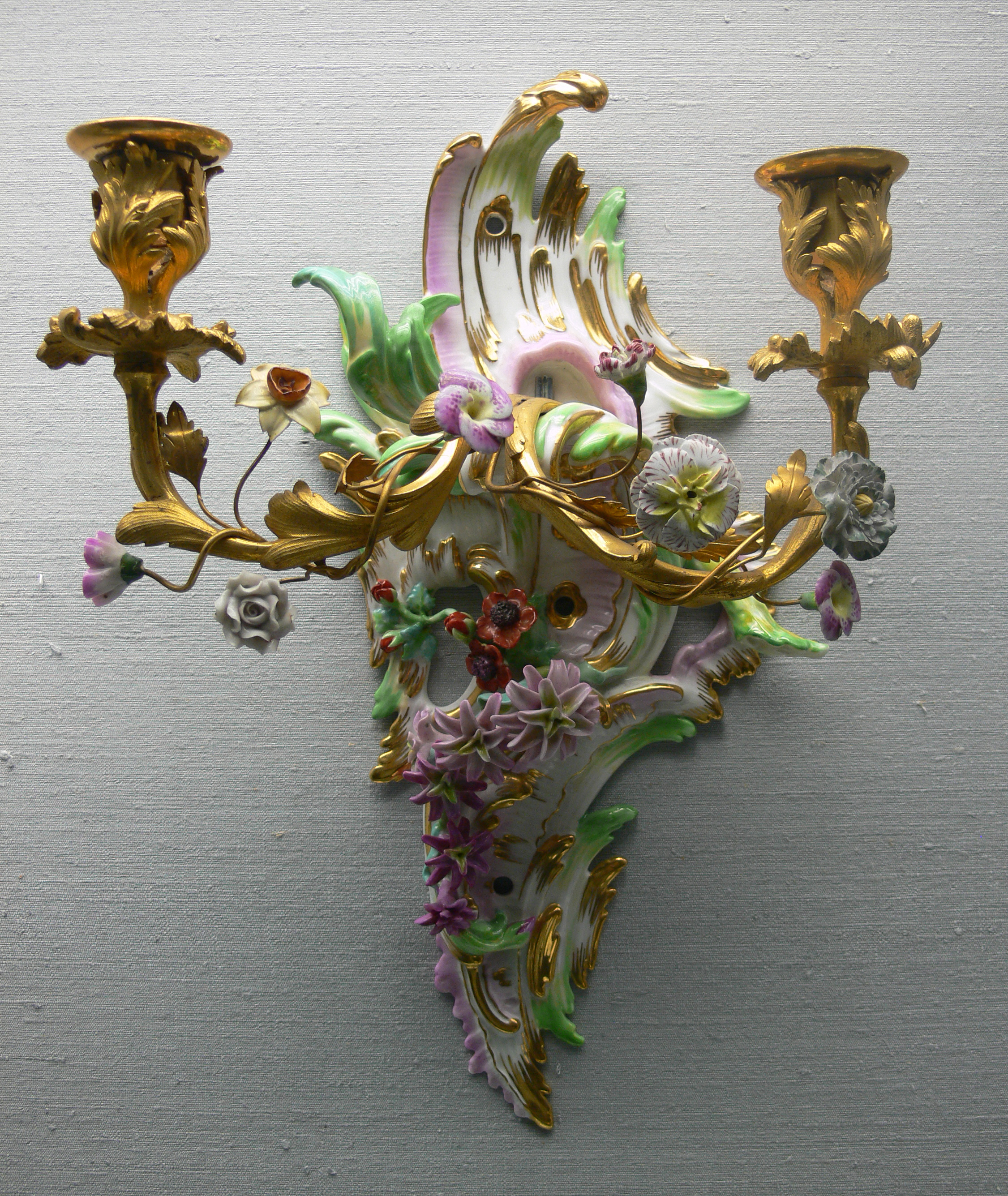
Applique, c. 1770, porcelaine, KPM Berlin, Allemagne
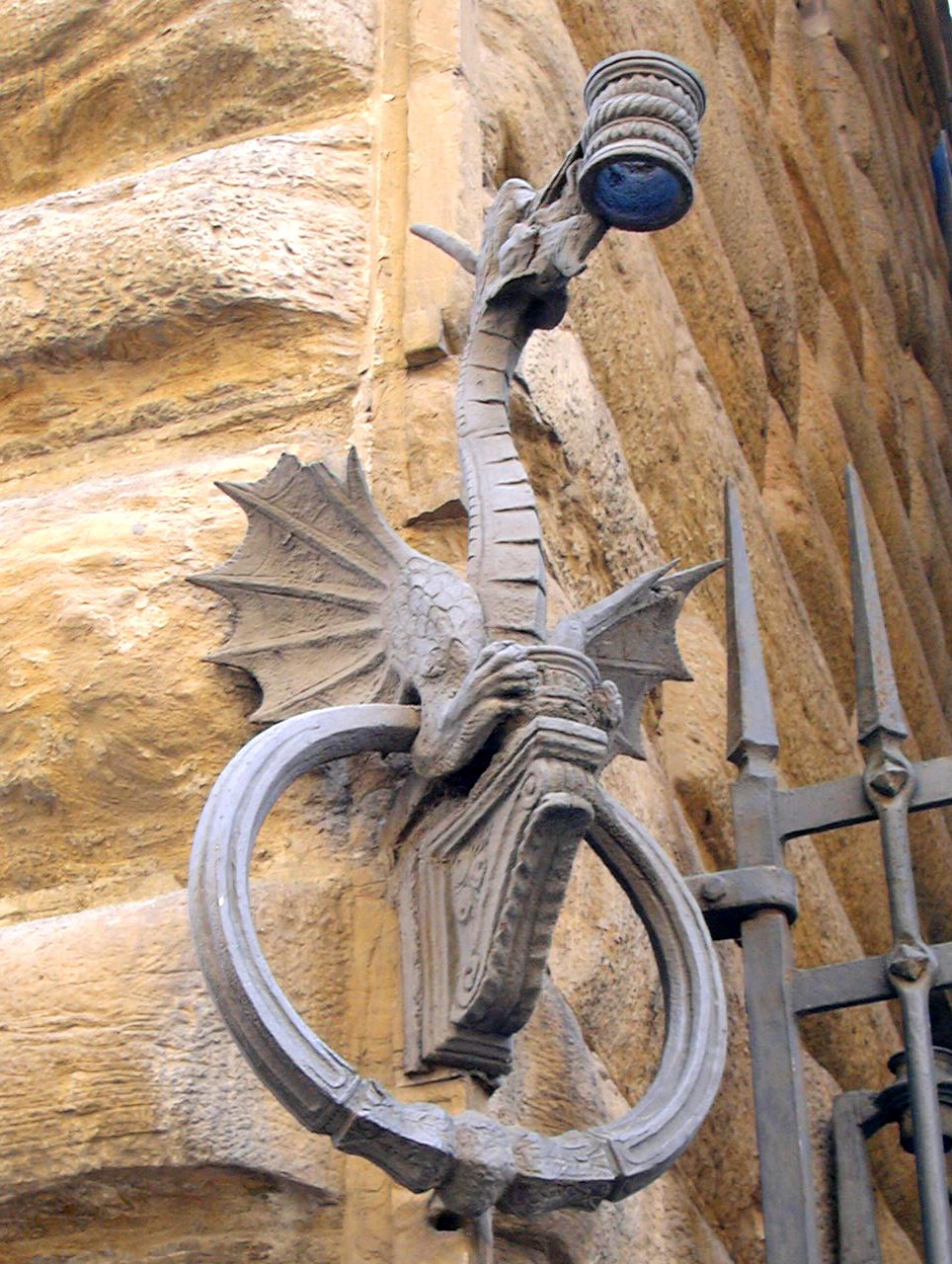
Applique pour une torche, palais Medicis, Florence, Italie.
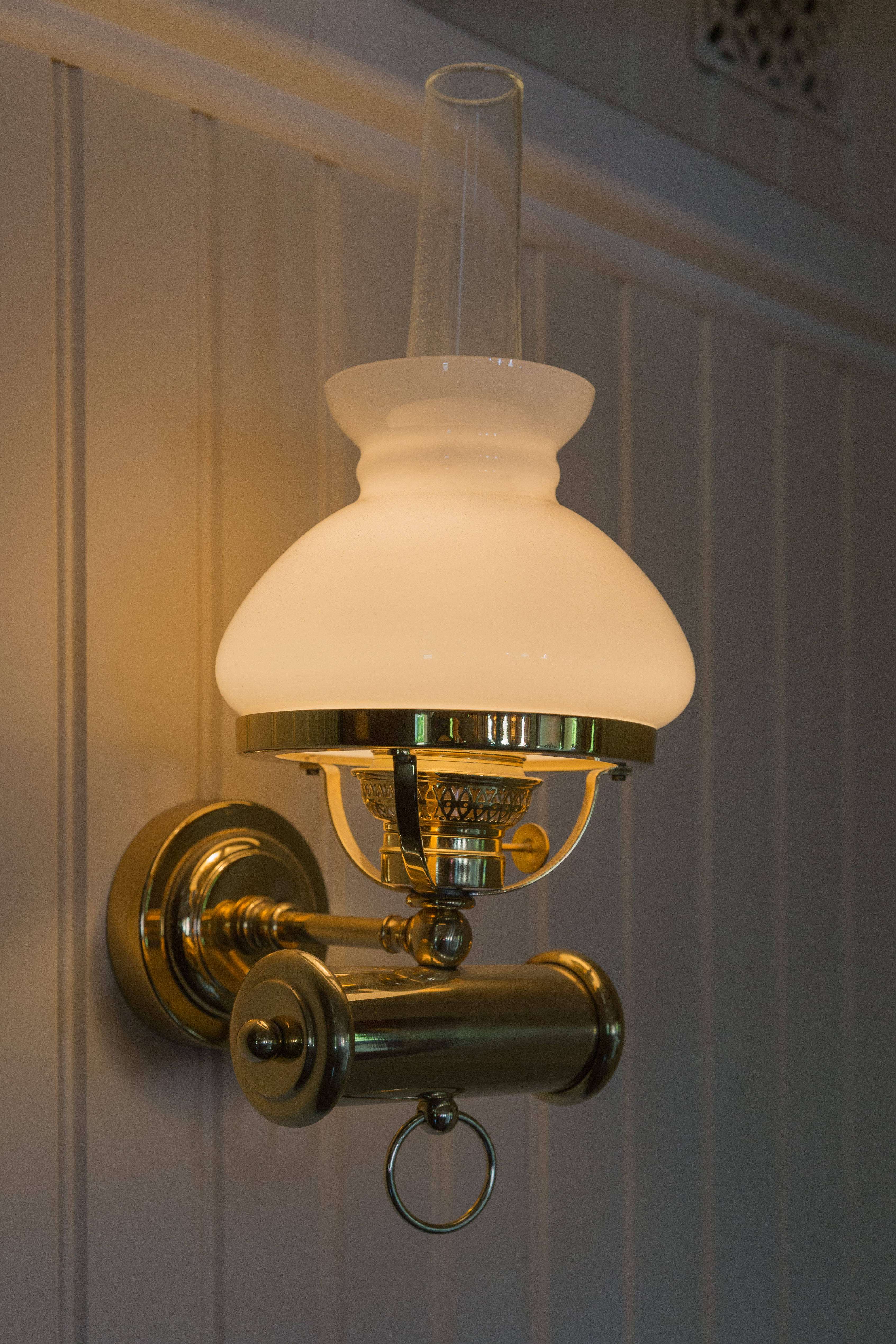
Applique sur le Molly Brown Riverboat, Disneyland Paris.